# Faust (film, 1910)
 (juillet 2025).
Pour les articles homonymes, voir Faust (homonymie).
Pour plus de détails, voir Fiche technique et Distribution.
Faust est un film de David Barnett, Henri Andréani et  Enrico Guazzoni, sorti en 1910.

## Fiche technique
- Titre français : Faust
- Réalisation : David Barnett, Henri Andréani et Enrico Guazzoni
- Pays d'origine :  Royaume d'Italie,  France,  Royaume-Uni
- Genre : court métrage, drame
- Date de sortie : 1910

## Distribution
- Ugo Bazzini
- Fernanda Negri Pouget
- Alfredo Bracci
- Giuseppe Gambardella